# Stéphane Steeman

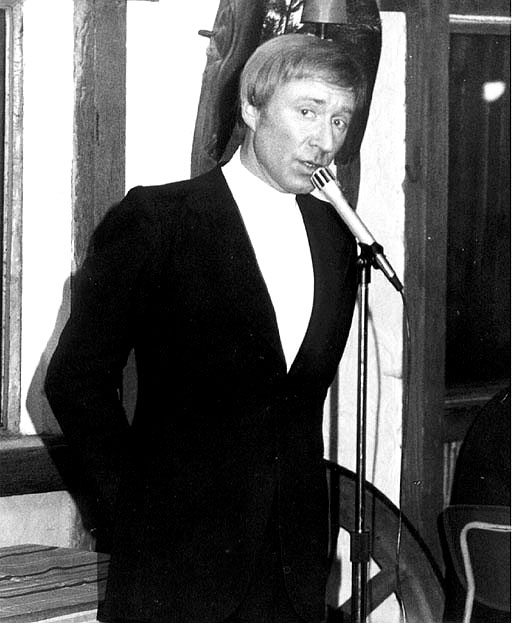
Stéphane Steeman in 1975

Stéphane Steeman (Etterbeek, 15 januari 1933 – Fréjus, 23 januari 2015) was een Franstalig Belgisch humorist, zoon van de auteur Stanislas-André Steeman. Hij was bekend door optredens en door radioprogramma's.
Steeman profileerde zich als Belgisch unitarist en zelfs royalist. Hij nam ook steeds een verzoenende houding aan tussen de twee gemeenschappen.
Hij was ook een groot Kuifjeskenner en -verzamelaar. Hij schonk een deel van zijn verzameling aan de weduwe van Hergé met het oog op een op te richten Hergé-museum. Dit kwam er uiteindelijk in Louvain-la-Neuve in 2009.
Stéphane Steeman was bijzonder actief in de strijd tegen het roken tijdens de jaren 70 van de 20ste eeuw. Hij gaf onder meer lezingen in scholen, vergezeld van een (nep?-)arts, dokter Pollack, (spelling onzeker) en hij liet onder meer (vervalste?) röntgenfoto's zien van longen gevuld met teer. Er is weinig informatie te vinden op het internet, maar er is een televisieverslag dat is uitgezonden door de RTBF op 7 maart 1975.
Steeman overleed op 82-jarige leeftijd in zijn huis in Zuid-Frankrijk na hartproblemen.
- Bibliothèque nationale de France: cb119254597 (data)
- International Standard Name Identifier: 0000 0000 4311 6063
- Library of Congress Control Number: n93075123
- MusicBrainz: 7f534e8b-1318-4d50-a39a-e9c1042e1074
- Nederlandse Thesaurus van Auteursnamen: 086882120
- Système universitaire de documentation: 02714772X
- Virtual International Authority File: 22149076
- WorldCat: E39PBJfCwJgmFPPQMHpxfdq84q